# Вечерняя школа
Вече́рняя шко́ла (официальное название — Вечернее (сменное) общеобразовательное учреждение) — школа, в которой учатся взрослые люди, которые по каким-либо причинам не смогли получить общее образование в детском и юношеском возрасте, а также старшеклассники, отправившиеся работать или не учившиеся в дневной школе. На 2007 год в российских вечерних (сменных) школах училось 473 499 человек, из них в возрасте от 18 до 30 лет и старше — 183 002 человека.
В России в вечерних школах обучение осуществляется по трём ступеням: начальное образование (с 1 по 4 классы), основное общее образование (с 5 по 9 классы), среднее общее образование (с 10 по 11 классы).

## История
Школы подобного типа существовали ещё в дореволюционной России, осуществляя обучение передовых рабочих в вечернее время и в неприсутственные дни. Они появились в 1870-е годы первоначально как разновидность воскресных школ. Это были учебные заведения различных типов для взрослых, часть их находилась в ведении министерства народного просвещения, также были земские и частные вечерние школы, а также вечерние школы при промышленных предприятиях. Учительницей такой школы с 1891 по 1896 год являлась Надежда Крупская.
В СССР вечерние школы носили название школы рабочей молодёжи. Возникшие в 1944 году, они позволяли решить важную социальную задачу: дать возможность получить образование работающим. В отличие от обычных средних школ, в старших классах, в которых с 1940 до 1956 года, была введена плата за образование, обучение в вечерних школах для учащихся было бесплатным.

## Современность
Поступить в вечернюю школу может любой человек с 15 лет (можно и ранее), не имеющий школьного образования и желающий получить таковое. Верхнего предела для возраста обучаемого не установлено. Занятия в вечерней школе обычно начинаются с 16—17 часов, что позволяет совмещать получение образования с трудовой деятельностью.
Выпускники вечерних школ также, как и в других школах, сдают ЕГЭ, по его результатам могут поступать в высшие учебные заведения. С вступлением в силу 1 сентября 2014 года нового Закона об образовании, вечерние школы перешли на стандарты обучения, аналогичные с таковыми для всех общеобразовательных учреждений.

## В культуре
В художественных фильмах «Весна на Заречной улице» (1956) и «Большая перемена» (1972—1973), а также в послужившей основой для последней повести Георгия Садовникова «Иду к людям» события разворачиваются в вечерней школе.

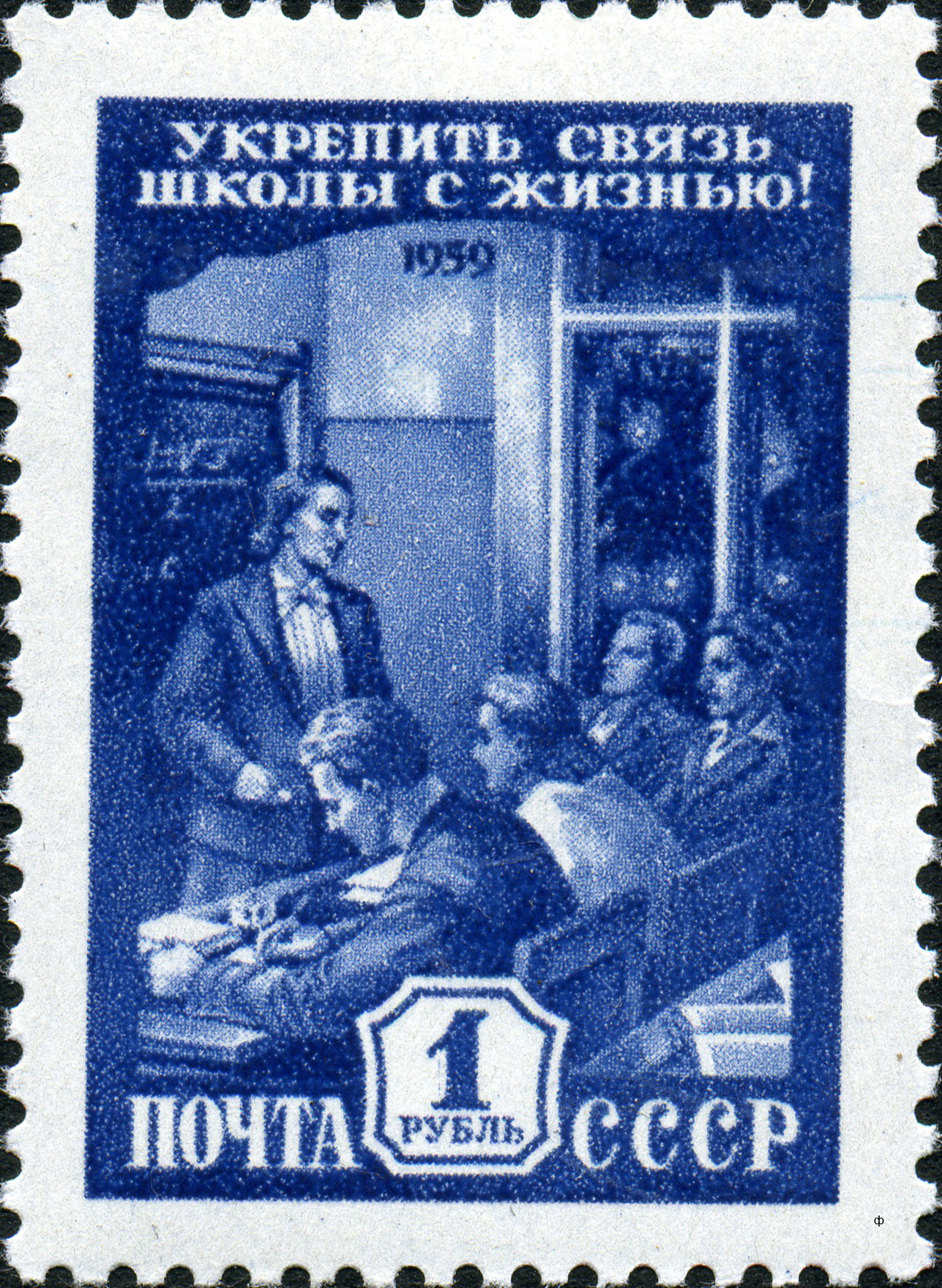
Марка почты СССР, 1959 г. Занятия в вечерней общеобразовательной школе.
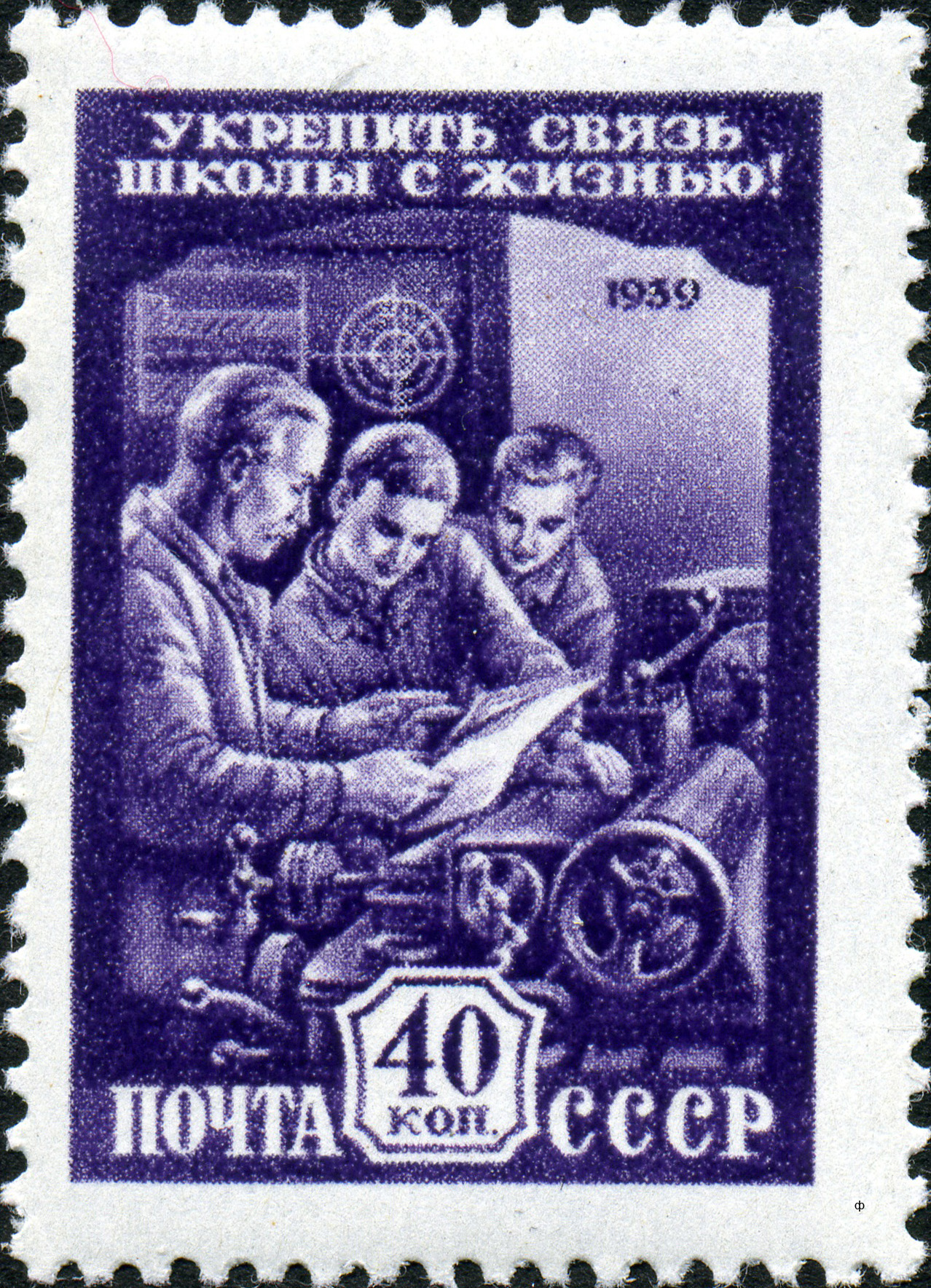
Марка почты СССР, 1959 г. Школьники в учебно-производственной мастерской.